# Beaune FC
Beaune Football Club là một câu lạc bộ bóng đá Pháp có trụ sở tại Beaune, Côte-d'Or, được thành lập vào năm 1919. Tên trước đó của đội là Union Sportive Beaunoise, Fils de France, Association des Patronages Laiques de Beaune và Association Sportive Beaunoise.